# 春日居町駅
春日居町駅（かすがいちょうえき）は、山梨県笛吹市春日居町別田にある、東日本旅客鉄道（JR東日本）中央本線の駅である。駅番号はCO 40。

## 歴史
太平洋戦争後に設置された駅である。開業当初は所在地の地名から別田駅と名乗っていたが、1993年（平成5年）に春日居町にある唯一の駅として春日居町駅に改称された。愛知県春日井市にある春日井駅と区別するため、駅名に「町」が付いている。

### 年表
- 1954年（昭和29年）12月1日：日本国有鉄道（国鉄）の別田駅（べつでんえき）として開業[1]。旅客営業のみ[3]。
- 1970年（昭和45年）10月1日：無人駅化[4]。
- 1987年（昭和62年）4月1日：国鉄分割民営化により、東日本旅客鉄道（JR東日本）の駅となる[3][5]。
- 1993年（平成5年）4月1日：所在地の自治体名（春日居町）に合わせ、春日居町駅に改称[3][6]。
- 2004年（平成16年）
  - 10月12日：春日居町が周辺市町村と合併。所在地が笛吹市となる。
  - 10月16日：ICカード「Suica」の利用が可能となる[7]。東京近郊区間に編入される[7]。
- 2021年（令和3年）3月29日：自動券売機の営業を終了。

## 駅構造
相対式ホーム2面2線を有する地上駅。ホームは嵩上げされていない。駅構造は2駅隣の東山梨駅とよく似ている。当駅の東京寄り約150メートル手前で分岐して当駅の松本方面ホーム手前に至る短い側線が1本ある。この側線終点には保守作業車用の車庫が設置されている。線路はほぼ北東から南西に敷設されており、東京方面ホームが線路の北西に、松本方面ホームが線路の南東にある。
当駅には駅舎がなく、各ホーム東京寄りに階段があり、そこに改札（自動改札機は未設置）がある。待合室はないが、各ホームに旅客上屋の付いたベンチが設置されている。ホーム間は跨線橋や構内踏切などでの連絡はなく、一旦改札を出場し、駅に隣接している別田踏切を経由して移動する。
甲府駅管理の無人駅で、各ホームの出入り口に簡易Suica改札機および乗車駅証明書発行機が設けられている。以前は自動券売機が東京方面ホームの改札付近に設置されていたが撤去されている。
国鉄時代の一時期はホーム有効長が短いために、塩山 - 韮崎間のみ運行する区間普通列車（身延線の間合い運用など）のみ停車していたが、2021年（令和3年）時点ではすべての普通列車が停車する。

### のりば
| ホーム | 路線     | 方向 | 行先                   |
| ------ | -------- | ---- | ---------------------- |
| 南側   | 中央本線 | 下り | 甲府・小淵沢・松本方面 |
| 北側   | 中央本線 | 上り | 大月・高尾・八王子方面 |

※案内上の番線番号は設定されていない。

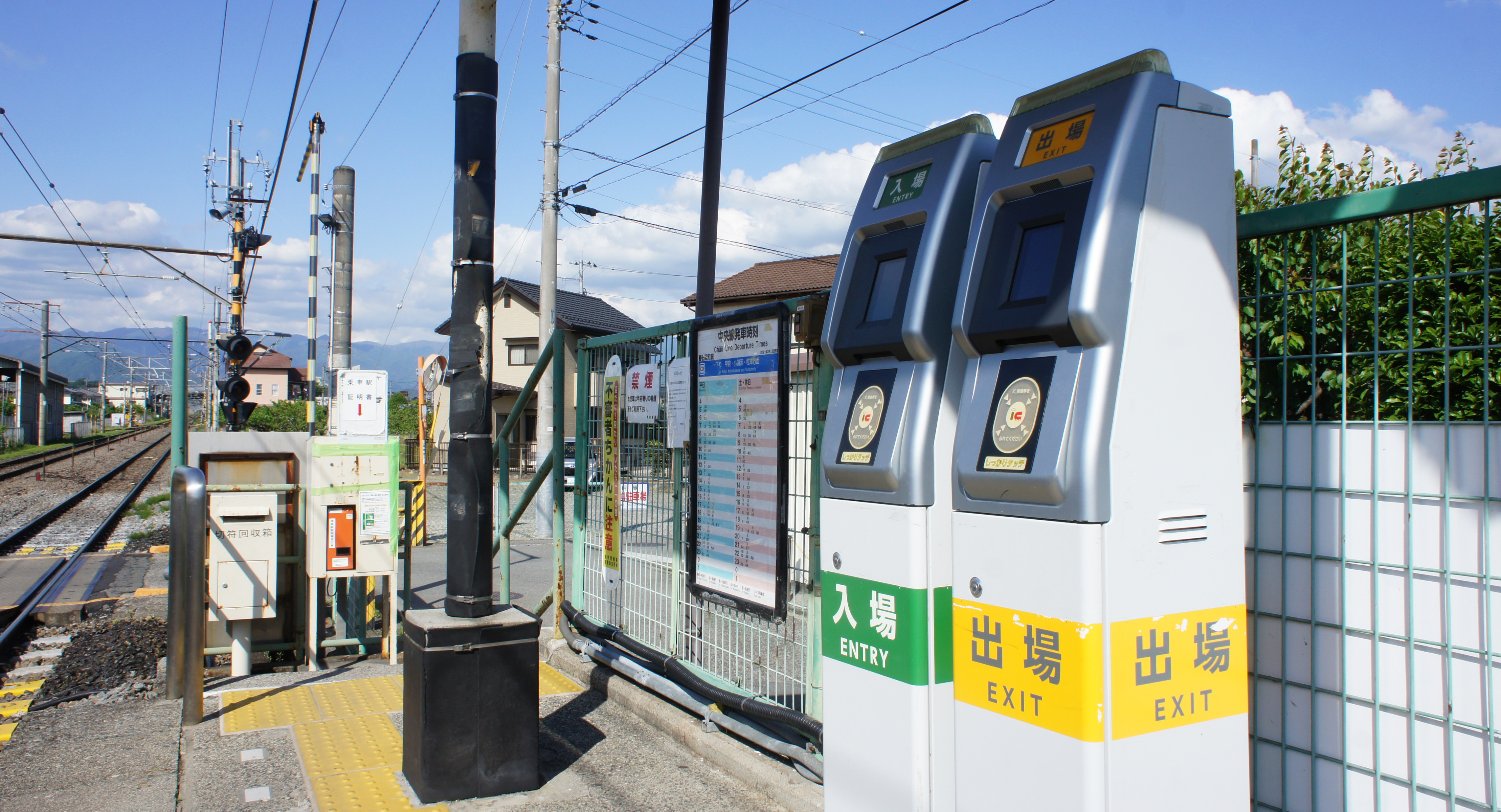
下り線改札口（2021年5月）
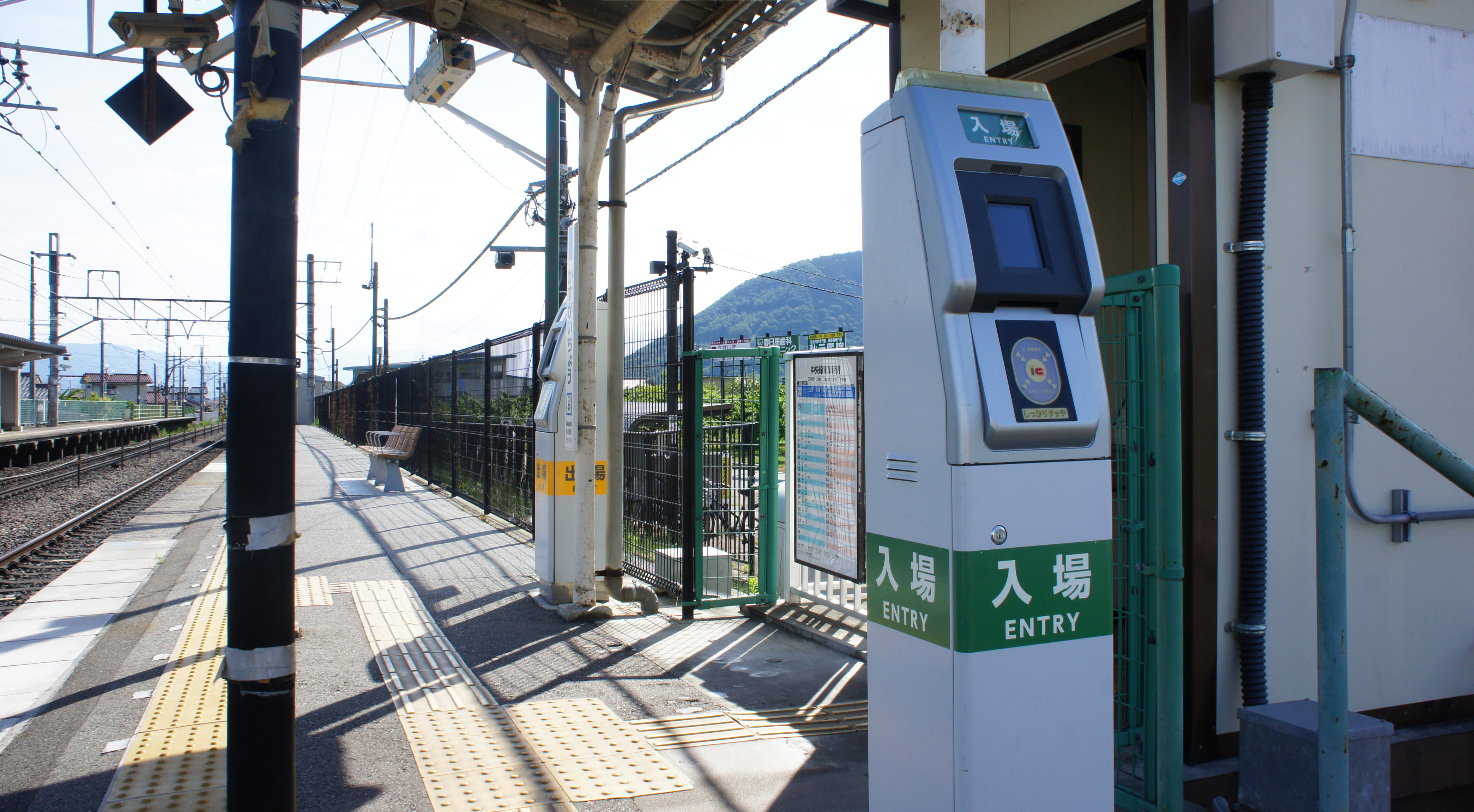
上り線改札口（2021年5月）
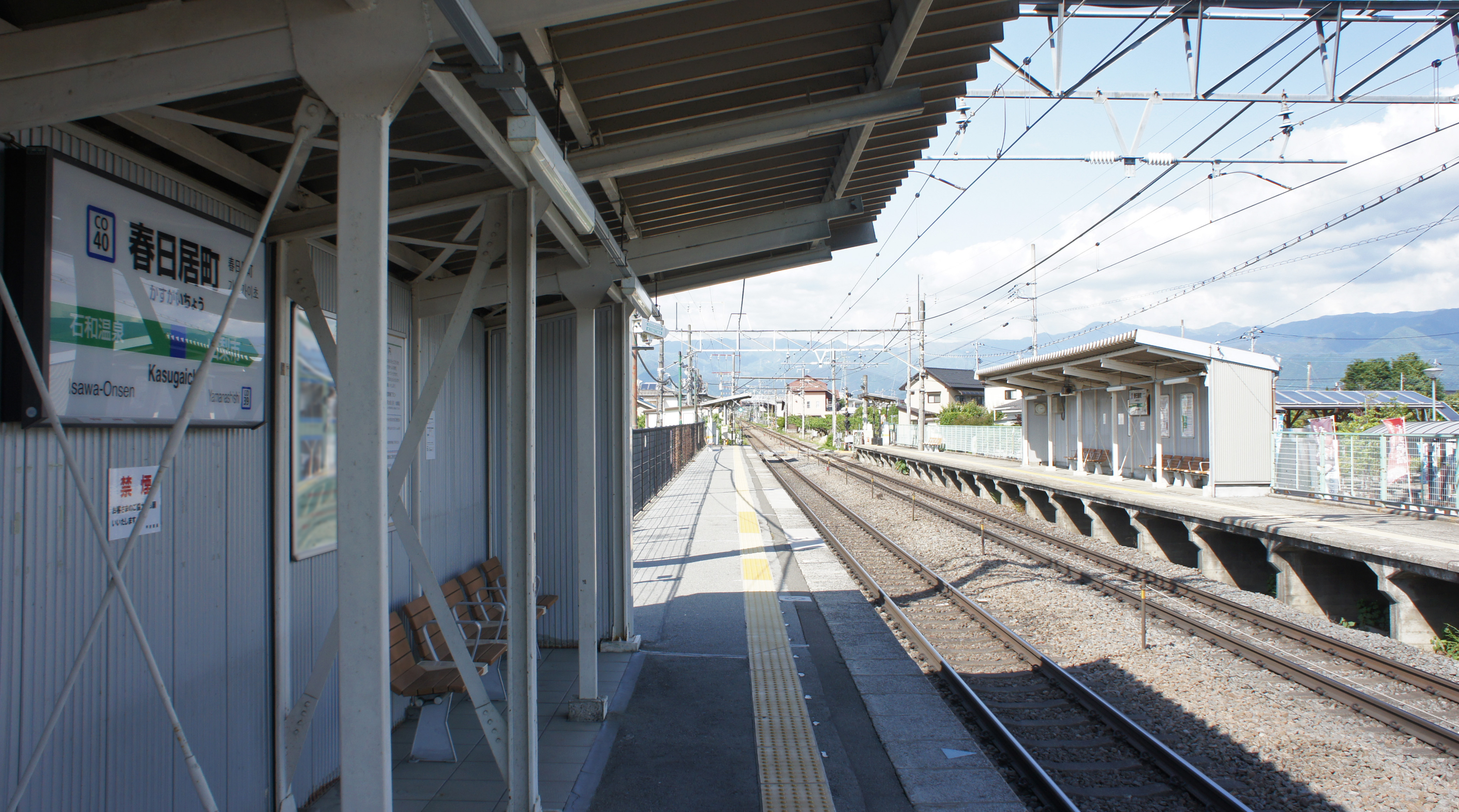
ホーム（2021年5月）

## 利用状況
「山梨県統計年鑑」によると、2000年度（平成12年度）- 2010年度（平成22年度）の1日平均乗車人員の推移は以下のとおりであった。
| 乗車人員推移       | 乗車人員推移     | 乗車人員推移 |
| 年度               | 1日平均 乗車人員 | 出典         |
| ------------------ | ---------------- | ------------ |
| 2000年（平成12年） | 380              | [ 県 1 ]     |
| 2001年（平成13年） | 379              | [ 県 2 ]     |
| 2002年（平成14年） | 382              | [ 県 3 ]     |
| 2003年（平成15年） | 391              | [ 県 4 ]     |
| 2004年（平成16年） | 403              | [ 県 5 ]     |
| 2005年（平成17年） | 399              | [ 県 6 ]     |
| 2006年（平成18年） | 461              | [ 県 7 ]     |
| 2007年（平成19年） | 490              | [ 県 8 ]     |
| 2008年（平成20年） | 505              | [ 県 9 ]     |
| 2009年（平成21年） | 498              | [ 県 10 ]    |
| 2010年（平成22年） | 511              | [ 県 11 ]    |

## 駅周辺

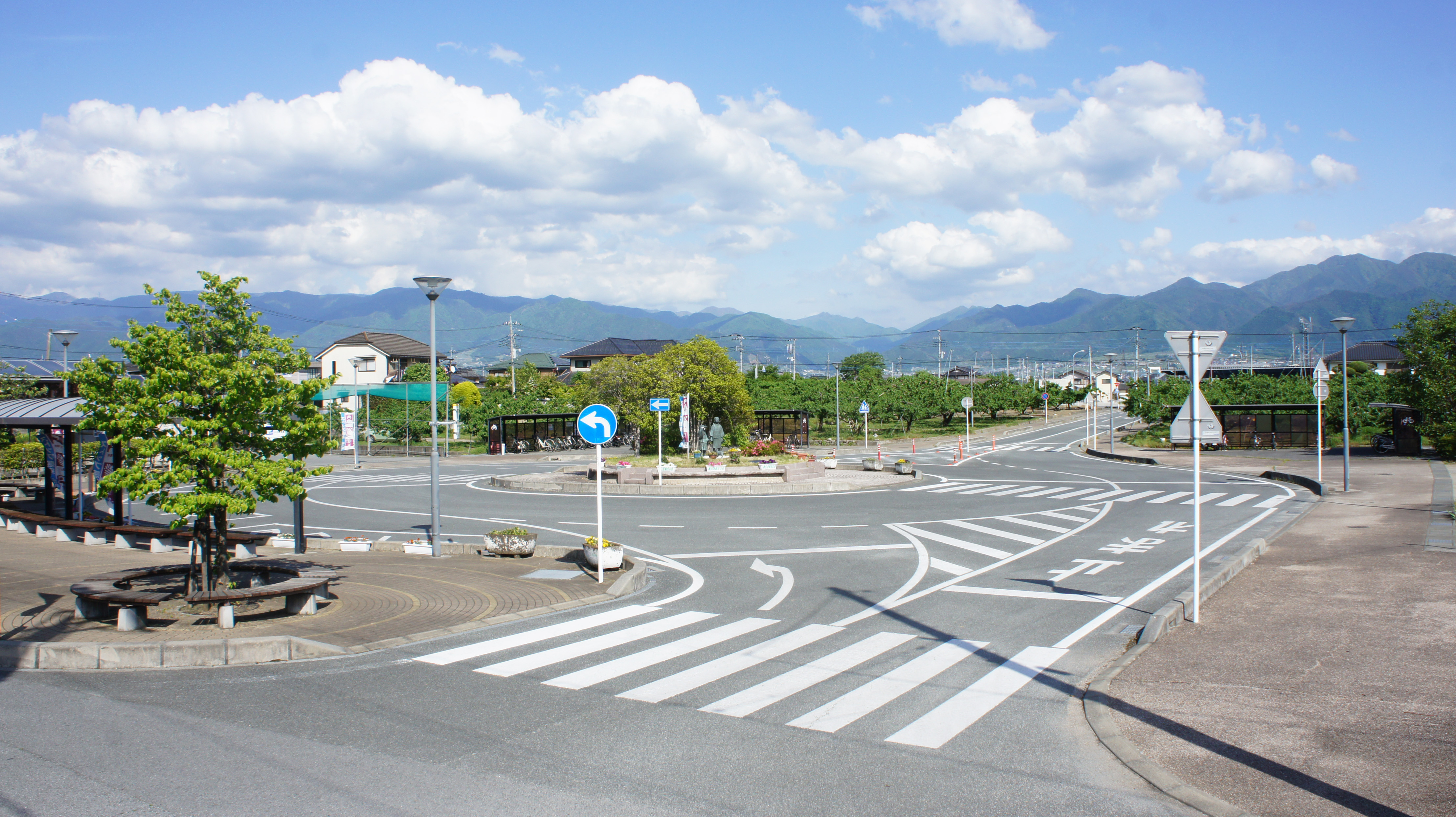
駅南側広場（2021年5月）

旧・春日居町唯一の鉄道駅で、町域南部平坦地の山梨市寄りに位置する。東京方面ホームの出口脇には観光案内所（案内所内にパンフレットがおかれているのみ）と公衆トイレがあり、松本方面ホーム脇にはロータリーが整備されている。春日居の中心部、笛吹市春日居支所周辺へは直線距離で約800メートルの距離である。
- 笛吹市役所春日居支所
- 笛吹市立春日居小学校
- 春日居郵便局
- 保泉寺
- 国道140号（青梅街道）

### バス路線
「春日居町駅」停留所が設置されており、山梨厚生病院や石和温泉駅へと向かう栄和交通の路線が発着する。なお、いずれの路線も、土日祝日および12月30日 - 1月3日は運休となる。

## 隣の駅
東日本旅客鉄道（JR東日本）
 中央本線
山梨市駅 (CO 39) - 春日居町駅 (CO 40) - 石和温泉駅 (CO 41)

### 記事本文
1. 1 2 3 4 5 6 7 8 9 10  『週刊 JR全駅・全車両基地』 46号 甲府駅・奥多摩駅・勝沼ぶどう郷駅ほか79駅、朝日新聞出版〈週刊朝日百科〉、2013年7月7日、21頁。
2. 1 2  『中央本線 初狩～小淵沢駅間へ「駅ナンバリング」を拡大しました』（PDF）（プレスリリース）東日本旅客鉄道八王子支社、2020年3月23日。オリジナルの2020年3月23日時点におけるアーカイブ。2020年3月23日閲覧。
3. 1 2 3 4  石野哲 編『停車場変遷大事典 国鉄・JR編 II』（初版）JTB、1998年10月1日、181-182頁。ISBN 978-4-533-02980-6。
4. ↑  「通報 ●中央本線東山梨及び別田駅の駅員無配置について（旅客局）」『鉄道公報』日本国有鉄道総裁室文書課、1970年9月30日、14面。
5. ↑  曽根悟（監修）（著）、朝日新聞出版分冊百科編集部（編集）（編）「中央本線」『週刊 歴史でめぐる鉄道全路線 国鉄・JR』第5号、朝日新聞出版、2009年8月9日、27頁。
6. ↑  「JR年表」『JR気動車客車編成表 '94年版』ジェー・アール・アール、1994年7月1日、186頁。ISBN 4-88283-115-5。
7. 1 2  『首都圏でSuicaをご利用いただけるエリアが広がります』（PDF）（プレスリリース）東日本旅客鉄道、2004年8月23日。オリジナルの2019年7月9日時点におけるアーカイブ。2020年3月25日閲覧。
8. 1 2  “JR東日本：駅構内図・バリアフリー情報（春日居町駅）”.   東日本旅客鉄道. 2025年6月10日閲覧。

### 利用状況
1. ↑  「運輸・通信」『平成14年刊行山梨県統計年鑑』（xls）（レポート）山梨県、2002年。2025年5月29日閲覧。
2. ↑  「運輸・通信」『平成15年刊行山梨県統計年鑑（運輸・通信）』（xls）（レポート）山梨県、2003年。2025年5月29日閲覧。
3. ↑  「運輸・通信」『平成16年刊行山梨県統計年鑑（運輸・通信）』（xls）（レポート）山梨県、2004年。2025年5月29日閲覧。
4. ↑  「運輸・通信」『平成17年刊行山梨県統計年鑑（運輸・通信）』（xls）（レポート）山梨県、2005年。2025年5月29日閲覧。
5. ↑  「運輸・通信」『平成18年刊行山梨県統計年鑑（運輸・通信）』（xls）（レポート）山梨県、2006年。2025年5月29日閲覧。
6. ↑  「運輸・通信」『平成19年刊行山梨県統計年鑑（運輸・通信）』（xls）（レポート）山梨県、2007年。2025年5月29日閲覧。
7. ↑  「運輸・通信」『平成20年刊行山梨県統計年鑑（運輸・通信）』（xls）（レポート）山梨県、2008年。2025年5月29日閲覧。
8. ↑  「運輸・通信」『平成21年刊行山梨県統計年鑑（運輸・通信）』（xls）（レポート）山梨県、2009年。2025年5月29日閲覧。
9. ↑  「運輸・通信」『平成22年刊行山梨県統計年鑑（運輸・通信）』（xls）（レポート）山梨県、2010年。2025年5月29日閲覧。
10. ↑  「運輸・通信」『平成23年刊行山梨県統計年鑑（運輸・通信）』（xls）（レポート）山梨県、2011年。2025年5月29日閲覧。
11. ↑  『平成24年刊行山梨県統計年鑑』（PDF）（レポート）山梨県、2012年11月、150-153頁。2025年5月29日閲覧。